# Tetiszeri
Tetiszeri – królowa egipska, żona faraona Senachtenre Ahmose z XVII dynastii i matka Sekenenre Tao oraz Ahhotep, którzy byli rodzicami faraonów Kamose i Ahmose I, założyciela XVIII dynastii.
Nie wywodziła się z rodziny królewskiej. Zmarła w czasie panowania swojego wnuka Ahmose, który zapoczątkował kult jej osoby, trwający również za następnych władców XVIII dynastii. Ufundował także babce cenotaf w Abydos, jej cenotaf powstał także w Memfis. 

## Galeria

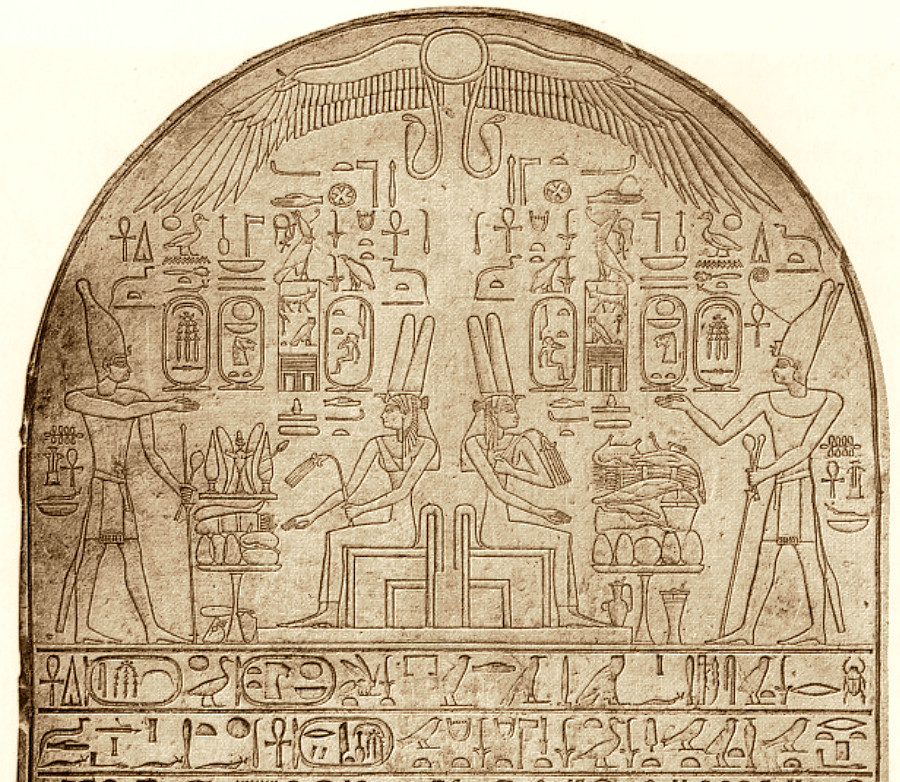
Stela poświęcona Tetiszeri, ufundowana przez faraona Ahmose